# Russische Akademie für Volkswirtschaft und Öffentlichen Dienst beim Präsidenten der Russischen Föderation

Das Hauptgebäude

Die Russische Akademie für Volkswirtschaft und Öffentlichen Dienst beim Präsidenten der Russischen Föderation (RANEPA) (russisch: Российская академия народного хозяйства и государственной службы при Президенте Российской Федерации, РАНХиГС) ist eine Hochschule in Moskau, Russland.
Die 1977 gegründete Einrichtung besteht aus 22 Fakultäten.
Mit dem Gaidar-Institut für Wirtschaftspolitik wird seit 2010 das Gaidar-Forum, eine wirtschaftspolitische Veranstaltung, ausgerichtet.
Es bestand eine Kooperation mit Collegium Humanum in Warschau, nunmehr Hochschule für Business und angewandte Wissenschaften „Varsovia“.

## Geschichte
Im Jahr 1921 unterzeichnete W. I. Lenin ein Dekret des Rats der Volkskommissare der RSFSR zur Gründung von Instituten der „Roten Professur“ in Moskau und Petrograd. Diese Institute sollten die Lehre in theoretischer Ökonomie, historischem Materialismus, Gesellschaftsentwicklung, neuester Geschichte und sowjetischem Staatsaufbau in Hochschulen der Republik sicherstellen. 1938 wurden diese Institute zur Hochschule für Marxismus-Leninismus beim ZK der WKP(B) vereinigt, die Parteifunktionäre und sowjetische Führungskräfte ausbildete. 1946 wurde sie zur Akademie der Gesellschaftswissenschaften erhoben.
1970 entstand unter dem Staatlichen Komitee für Wissenschaft und Technik beim Ministerrat der UdSSR das Institut für Volkswirtschaftsmanagement (IUNCh), eine zentrale Einrichtung zur Weiterbildung von Führungskräften. 1977 wurde es zur Akademie der Volkswirtschaft beim Ministerrat der UdSSR umstrukturiert. 1978 fusionierten die Akademie der Gesellschaftswissenschaften und die Höhere Parteihochschule zur Akademie der Gesellschaftswissenschaften beim ZK der KPdSU. Gleichzeitig begann der Bau des Akademiekomplexes am Prospekt Vernadskogo in Moskau.
1988 gründete die Akademie der Volkswirtschaft die erste Business School der UdSSR – die „Höhere Schule für Internationales Business“. 1990 entstand innerhalb der Akademie das Institut für Wirtschaftspolitik unter der Leitung von Jegor Gaidar. 1991 ordnete der russische Präsident Boris Jelzin die Umwandlung der Akademie der Gesellschaftswissenschaften in die Russische Akademie für Verwaltung (RAW) an.

### Beitrag Nikolai Melnikows
Der erste Rektor der Akademie der Volkswirtschaft, N. W. Melnikow, prägte ihre Entwicklung maßgeblich. Er lud vielseitig gebildete Dozenten für Gastvorträge ein und kümmerte sich um die Infrastruktur für Hörer: Unterkünfte, Mensa und medizinische Versorgung. Melnikow gestaltete aktiv den Campus mit, darunter Hörsäle, Labore, einen großen Bibliothekslesesaal und einen Festsaal.

### Aufgaben in der Sowjetzeit
Die Akademie der Volkswirtschaft war für die Weiterbildung von Führungskräften verantwortlich, um sozioökonomische Herausforderungen zu bewältigen. Sie betrieb Forschung zu Managementmethoden, Preisbildung, Planung, Finanzwesen, Arbeitsorganisation und Recht. Zudem bildete sie hochqualifizierte Wissenschaftler und Dozenten in Wirtschaft und Management aus. Die Akademie koordinierte die Schulungsinstitute der Ministerien, unterstützte deren Lehrpersonal und förderte den Wissenstransfer durch Analyse internationaler Managementpraktiken.

### Zielgruppe und Struktur
Zu den Hörern zählten Ministerialbeamte, Direktoren großer Betriebe und ausländische Fachkräfte. Die Ausbildungsdauer reichte von drei Monaten bis zwei Jahren. 1988 wurde die Höhere Handelsschule gegründet, die sich durch staatliche Finanzierung und eigenwirtschaftliche Aktivitäten finanzierte.
Diese Institutionen spiegeln den Wandel von der ideologisch geprägten Kaderschmiede der Sowjetzeit hin zu einer modernen Verwaltungsakademie im postsozialistischen Russland wider.

### Russland
Im Jahr 1992 ist die Akademie für Volkswirtschaft (bereits unter der Regierung der Russischen Föderation) der Initiator der Entwicklung russischer MBA-Standards.
Im Jahr 1999 beginnt die Akademie der ersten Hochschulen in Russland damit, die Studenten für das Master of Business Administration—MBA-Programm vorzubereiten, und im Jahr 2001 (auch das erste in Russland) startet das DBA (Doctor of Business Administration) -Programm für wirtschaftliche postgraduale Bildung.
Im Jahr 2011 wird RANHiGS Mitorganisator der Strategie für die soziale und wirtschaftliche Entwicklung Russlands bis 2020.
In 2014 werden 9000 Staatsbeamte der Republik Krim und Sewastopols, die Teil Russlands sind, an der Akademie umgeschult.
Im Jahr 2017 erlaubt die russische Regierung RANCHIGS, selbst akademische Abschlüsse zu vergeben.
Im Dezember 2021 wurde RANHiGS zu einer von acht zivilen Hochschulen, auf deren Grundlage im Rahmen der Anweisung des Präsidenten der Russischen Föderation, Wladimir Putin, militärische Ausbildungszentren eingerichtet werden
Im März 2022 erhielt die Akademie ein Dokument der Generalstaatsanwaltschaft der Russischen Föderation, in dem eine der Fakultäten, Liberal Arts, beschuldigt wurde, «traditionelle Werte zu zerstören». Am 1. Juli 2022 wurde diese Fakultät geschlossen, es wurde erklärt, dass die Rekrutierung von Liberal Arts-Programmen ab dem neuen Jahr nicht mehr durchgeführt wird. Am 1. Dezember 2022 hat der russische Ministerpräsident Michail Mischustin das Ranchigs-Entwicklungsprogramm bis 2030 genehmigt. Dezember 2022 wurde das Programm «Priorität 2030» des russischen Ministeriums für Wissenschaft genehmigt, in dessen Rahmen das Zentrum für strategische Beratung auf der Grundlage der Akademie beginnt.
Am 23. Januar 2023 wurde Vladimir Mau auf eigenen Wunsch aus gesundheitlichen Gründen vom Amt des Rektors entlassen. Alexei Komissarov wurde zum stellvertretenden Rektor von Ranchigs ernannt. Am 13. Juli 2023 wurde er als Rektor bestätigt.

## Persönlichkeiten und Alumni

### Bekannte (ehemalige) Lehrende
- Herman Oskarowitsch Gref, russischer Politiker und ehemaliger Minister für wirtschaftliche Entwicklung und Handel der Russischen Föderation
- Wladimir Sergejewitsch Lissin, russischer Unternehmer, Metallurge und zeitweise reichster Russe.[13]
- Tatjana Iwanowna Saslawskaja, Professorin der Soziologie, Meinungsforscherin